# عصام محمود (دروازه‌بان)
عصام محمود (عربی: عصام محمود؛ زادهٔ ۲۰ ژوئن ۱۹۷۷) یک ورزشکار اهل مصر است.
از باشگاه‌هایی که در آن بازی کرده‌است می‌توان به تیم ملی فوتبال مصر اشاره کرد.
وی همچنین در تیم ملی فوتبال مصر بازی کرده‌است.